# BMW Championship (golf)
BMW Championship je profesionální golfový turnaj, který je předposledním turnajem play-off FedEx Cupu v rámci PGA Tour. Turnaj BMW Championship byl zaveden v roce 2007 a dříve byl znám jako Western Open. Western Golf Association, která Western Open založila a provozovala, řídí BMW Championship. V letech 2012, 2013 a 2014 vyhlásila PGA Tour turnaj BMW Championship turnajem roku.
Turnaje BMW Championship se může zúčastnit 70 nejlepších golfistů PGA Tour po turnaji The Northern Trust. V poli je pouze sedmdesát hráčů, a proto není stanoven cut na 36 jamek. O účastnících rozhodují body do FedEx Cupu nasbírané během pravidelné sezóny PGA Tour a poté během turnaje The Northern Trust. Třicet nejlepších v bodování FedEx Cupu po turnaji BMW Championship postoupí do závěrečného play-off turnaje – The Tour Championship, kde se rozhodne o vítězi FedEx Cupu.

## Historie – Western Open
Western Open se poprvé hrál před 122 lety v roce 1899. Po mnoho let se Western hrál ve státě Illinois i mimo něj, než se nakonec usadil v oblasti Chicaga. Western Open po celou jeho historii (1899–2006) řídila Western Golf Association (WGA), která turnaj pod novým názvem řídí i nadále. Jedná se však o dvě zcela odlišné akce, pokud jde o hrací formát a kritéria pozvání. Western Open byl jako každý jiný běžný turnaj PGA Tour – i když byl kdysi považován za jeden z golfových majorů. BMW Championship je však součástí play-off FedEx Cupu a na turnaji BMW může hrát pouze 70 nejlepších hráčů s nejvyšším počtem bodů ve FedEx Cupu na začátku turnaje. 